# Hermión Larios Torres

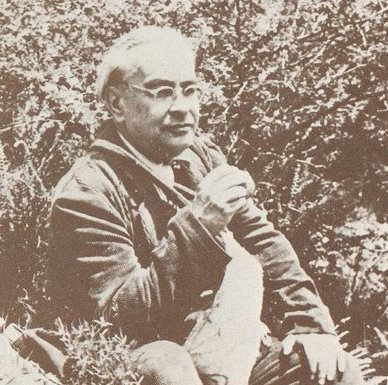
Hermión Larios Torres

Hermión Larios Torres (Lagos de Moreno, 27 de julio de 1886 – México D.F., 3 de septiembre de 1953) fue un científico, catedrático, ingeniero, geólogo y químico mexicano. Diseñó el evaporador solar denominado “El Caracol de Texcoco”. Otra de sus contribuciones importantes fue la colaboración para elaborar el mapa geológico de la isla de Cuba. También, participó en la exploración de importantes yacimientos petroleros en Salamanca, Tula, Poza Rica, Minatitlán, Coatzacoalcos, entre otros. Como catedrático, impartió clases de química, geología, petrología, hidrología y geoquímica.

## Biografía
Fue hijo del matrimonio de Don Hermión Larios Ontiveros y de Doña María Ambrosia Torres González. Fue el mayor de 5 hermanos (Antonio, Concepción, Josefa y Salvador). En su ciudad natal realiza sus primeros estudios hasta la educación secundaria, en donde mostró ser uno de los mejores estudiantes de sus clases. En 1901 marchó a Guanajuato en el Colegio del Estado, donde cursó el bachillerato, también probó ingresar a un monasterio franciscano pero descubre su pasión por el estudio de la tierra.
En 1908 va a la Ciudad de México ingresando a la Escuela Nacional de Ingenieros, donde cursó la carrera de Ingeniero de Minas. Allí mostró ser un estudiante singular, ya que repetidamente sorprendía a sus profesores al presentarse a una clase que había aprobado el periodo anterior con excelentes calificaciones a lo que argumentaba que no se presentaba a aprobar materias, sino a aprender y que consideraba haber aprendido lo suficiente de esa ciencia. Ese mismo año ingresa a la Sociedad Geológica Mexicana. También en ese año inicia en la geoquímica al integrarse al Instituto Geológico de México, dirigido por José Guadalupe Aguilera, donde desempeña el cargo de Ayudante de Químico bajo las órdenes de Juan Salvador Agraz, fundador de la Escuela Nacional de Ciencias Químicas de la UNAM.
Al término de sus estudios, prestó sus servicios a una mina en Temascaltepec, estado de México, hasta que los revolucionarios suspendieron las actividades de la mina, teniendo que abandonar la población después de que queman su pequeña biblioteca, perdiéndose parte de sus documentos personales.
En 1915 regresa a la Ciudad de México impartiendo la cátedra de Química en la Escuela Nacional Preparatoria.
En 1917 se embarca a Cuba para realizar diferentes actividades, entre ellas su participación en la elaboración del mapa geológico de la isla. También es aquí donde conoce y se casa con su esposa Eulalia López con la que tuvieron tres hijos cubanos (Carlos, Rosa y Julio).
En 1933 regresa a México al Instituto Geológico como Jefe de la Oficina de Minerales No-Metálicos.
En 1936 es comisionado a la Dirección de Obras del Valle de México como Ingeniero del Departamento de Exploración y posteriormente Jefe de Químicos. Durante este tiempo nacen sus tres hijos mexicanos restantes (Luis, Salvador y Susana).
En 1939 es asignado para un importante proyecto para la construcción de un evaporador solar llamado “El Caracol de Texcoco”. Este proyecto le da el reconocimiento del Presidente Lázaro Cárdenas del Río con el que tiene una relación de amistad muy estrecha.

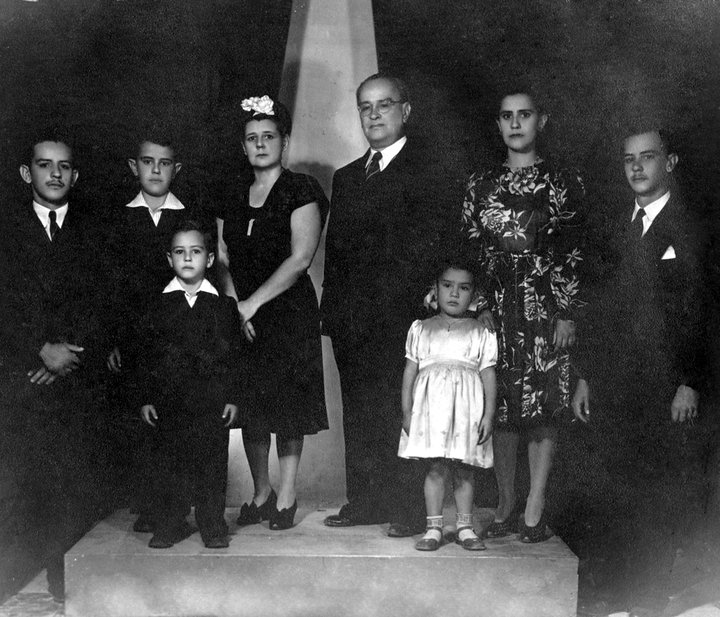
Hermión Larios con su familia

En 1943 ingresa como Petrógrafo en el Departamento de Exploración de Petróleos Mexicanos y en 1950 fue nombrado Jefe de Petrógrafos de la Gerencia de Exploración de Pemex.
Impartió de Geología Física, Petrografía, Hidrología y Geoquímica.
El 3 de septiembre de 1953 muere en la Ciudad de México por un derrame cerebral y previamente había solicitado ser sepultado en su ciudad natal, con los hábitos franciscanos en donde descansa hasta nuestros días.

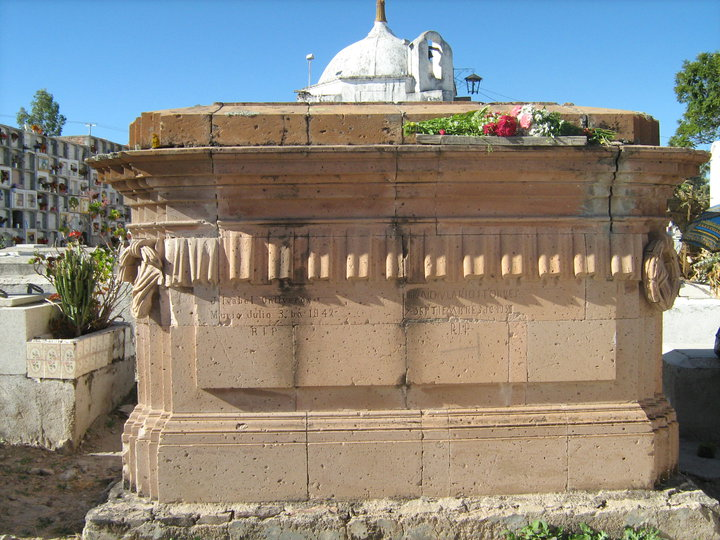
Su tumba en Lagos de Moreno

En 1956 el Ayuntamiento de Lagos de Moreno erige un busto de Hermíon Larios como reconocimiento a su obra y dan su nombre a una de las calles principales de la ciudad.

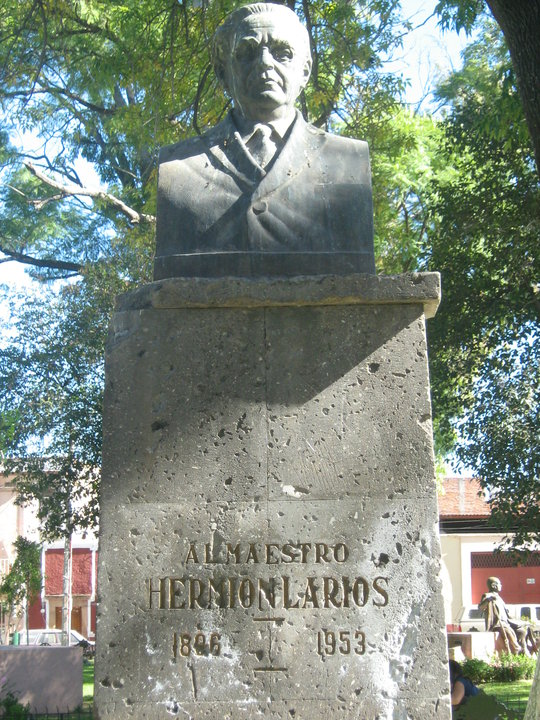
Su busto en Lagos de Moreno

En 1986 con motivo del primer centenario de su natalicio se incluye una pintura al óleo de su rostro en el Palacio de Minería de la Ciudad de México, en el Salón de los Maestros Distinguidos, como reconocimiento a toda su labor como docente.

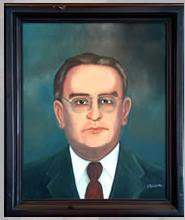
Su retrato en el Palacio de Minería

## Su estancia en Cuba
Recorrió durante dieciséis años la isla trabajando como Agrimensor, Ensayador, Experto en Suelos y Experto en Azúcares, aprovechando sus conocimientos químicos. Como Geólogo, se integra al equipo de J.W. Lewis para la elaboración del mapa geológico de la isla, y que se publicó en junio de 1932.
Contribuyó en la exploración de los principales yacimientos de níquel y a mejora de producción de los ingenios azucareros de Cuba.

## El Caracol de Texcoco

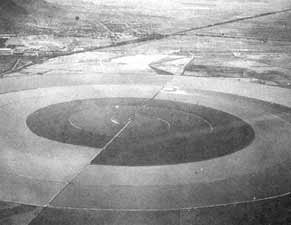
Caracol de Texcoco

Es un evaporador solar continuo donde se obtenían las sales del agua proveniente del Lago de Texcoco que permitía obtener soluciones a las concentraciones que se desearan desde la dilución original hasta las sales sólidas.
El Caracol de Texcoco es un inmenso evaporador solar de 800 hectáreas, ubicado en el lecho del Lago de Texcoco, en el Municipio de Ecatepec de Morelos, Estado de México dispuesto en tanques semicirculares dispuestos en forma espiral entrando el agua cruda desde el tanque más externo hasta el centro donde se encontraba la mayor concentración. Aprovechaba el ciclo del agua dejando reposar el agua determinado tiempo antes de pasar al siguiente tanque hasta llegar al centro de la espiral.
El Lago de Texcoco se caracterizaba por su gran contenido de sales y nutrientes por lo que a ciertas concentraciones era muy útil para el riego agrícola. Las sales también se aprovechaban para el consumo humano, agrícola y ganadero. Se obtenían como subproducto sosa cáustica, bicarbonato de sodio, sal común, entre otros muy utilizadas para procesos industriales.
Pero además de la obtención de las sales, se pensó en el Caracol de Texcoco un medio para el mejoramiento del clima árido del Valle de México, aprovechando nuevamente el ciclo del agua y las corrientes de los vientos dominantes de norte a sur, considerando que el Valle de México está rodeado por una cordillera orográfica y una de las entradas del viento es precisamente por la zona donde se ubica el Caracol, permitía la entrada de humedad hacia el Valle, dando un sensación tropical a sus habitantes.
Posteriormente, el Caracol de Texcoco fue utilizado para la obtención de spirulina que se comprobaron sus beneficios en el organismo.
El Caracol operó hasta la década de los ochenta.

## Catedrático distinguido

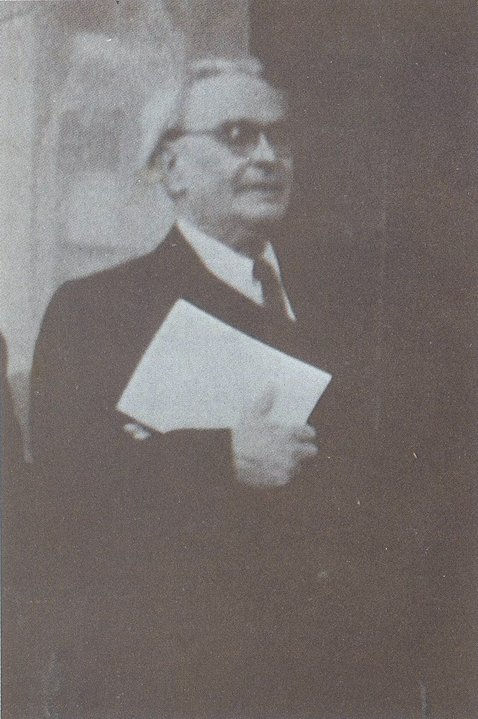
El Maestro Hermión Larios

Como catedrático, formó a las mejores generaciones de Geólogos, Ingenieros de Minas, Petrógrafos y otros. Contribuyendo al desarrollo económico y social de México. Inició su carrera docente en la Escuela Nacional Preparatoria impartiendo la cátedra de Química durante los años 1915 y 1916. En la Escuela Nacional de Ingeniería impartió las cátedras de Geología Física, Petrografía y Geoquímica. En la Escuela Superior de Ingeniería y Arquitectura del Instituto Politécnico Nacional impartió las cátedras de Hidrología, Petrografía y Geoquímica.

## Participación en PEMEX
En 1943 ingresa como Petrógrafo en el Departamento de Exploración. En 1950 es nombrado Jefe de Petrógrafos de la Gerencia de Exploración de PEMEX. Durante este tiempo, participa en las exploraciones de nuevos yacimientos petroleros en Salamanca, Poza Rica, Coatzacoalcos, Minatitlán, entre otros. En donde hasta la fecha sigue obteniéndose el “oro negro”.
Se cita el comentario textual de Manuel Álvarez, quien fue Presidente de la Sociedad Geológica Mexicana: “Con la muerte de Hermión Larios perdimos a un verdadero sabio, pues sabio es aquel que reúne en sí todas las condiciones necesarias para la perfecta madurez del juicio, el hombre prudente por excelencia, el hábil en todas las cosas, el juicioso”.